# Широке (Примоштен)
Широке су насељено мјесто у Далмацији. Припадају општини Примоштен, у Шибенско-книнској жупанији, Република Хрватска.

## Географија
Широке се налазе око 9 км источно од Примоштена.

## Историја
Насеље се до територијалне реорганизације у Хрватској налазило у некадашњој великој општини Шибеник.

## Становништво
Према попису становништва из 2011. године, насеље Широке је имало 154 становника.
| Демографија | Демографија | Демографија |
| Година      | Становника  | Становника  |
| ----------- | ----------- | ----------- |
| 1971.       | 271         |             |
| 1981.       | 222         |             |
| 1991.       | 185         |             |
| 2001.       | 201         |             |
| 2011.       |             | 154         |